# António Ribeiro (football, 2004)
Pour les articles homonymes, voir António Ribeiro (homonymie) et Teixeira.
Teixeira Ribeiro est un nom portugais ; le premier nom de famille (d'usage facultatif) est Teixeira et le second est Ribeiro.
António Teixeira Ribeiro, né le 21 mars 2004 à Maia, est un footballeur portugais qui joue au poste de défenseur central au FC Porto B.

## Biographie

### Carrière en club
Né à Maia au Portugal, António Ribeiro est formé par le FC Porto, où il s'illustre d'abord avec les moins de 19 ans, notamment en UEFA Youth League, avant d'intégrer définitivement l'équipe reserve en championnat du Portugal de deuxième division pour la saison 2023-2024,,.

### Carrière en sélection
En juin 2023, António Ribeiro est convoqué avec l'équipe du Portugal des moins de 19 ans pour participer au Championnat d'Europe des moins de 19 ans qui a lieu en juillet à Malte. Le Portugal atteint la finale de la compétition après sa victoire face à la Norvège (5-0),,.

## Palmarès

### Portugal -19 ans
- Championnat d'Europe
  - Finaliste en 2023